# Didier Paris
Pour les articles homonymes, voir Paris (homonymie).
Didier Paris, né le 14 février 1954 à Paris, est un magistrat judiciaire et homme politique français.
Il exerce différentes fonctions dans la magistrature et le corps préfectoral (notamment comme sous-préfet). Il est également directeur de cabinet de François Patriat, secrétaire d’État au Ministère des PME, du commerce, de l’artisanat et de la consommation au sein du gouvernement Lionel Jospin puis directeur adjoint de cabinet et conseiller spécial de François Patriat, Ministre de l’agriculture. Il est ensuite directeur général des services du conseil régional de Bourgogne avant de rejoindre le groupe Saur en tant que cadre dirigeant.
Membre de La République en marche (LREM), il est élu député dans la 5e circonscription de la Côte-d'Or lors des élections législatives de 2017. À l'Assemblée nationale, il est vice-président de la commission des Lois et, à partir de 2019, porte-parole du groupe LREM. Il est rapporteur de plusieurs projets de loi relatifs à l'état d'urgence, à la sécurité intérieure et à la justice. En 2020, il est également rapporteur de la commission d'enquête sur « les obstacles à l'indépendance du pouvoir judiciaire ». Il est réélu en 2022, mais perd son siège lors des élections législatives anticipées de 2024 face au candidat RN René Lioret.
En 2021, il devient conseiller régional de Bourgogne-Franche-Comté, mais démissionne de ce poste début 2023.

## Biographie

### Jeunesse et études
Didier Paris suit ses études à l'université de Bourgogne, où il obtient une licence de droit, puis un master en droit en 1977. En 1978, il obtient un DEA de sociologie à l'École des hautes études en sciences sociales. En 1982, il est admis à l'École nationale de la magistrature.

### Parcours professionnel
Il est nommé auditeur de justice en juin 1982, puis juge d'instruction au tribunal de grande instance de Thonon-les-Bains, de 1984 à 1993. De 1993 à 1997, il est sous-préfet de Barcelonnette (Alpes-de-Haute-Provence), puis directeur de cabinet du Préfet du Val-d'Oise, avant d'être nommé sous-préfet de Beaune (Côte-d'Or), de 1997 à 2000.
Il est nommé, le 26 octobre 2000, directeur de cabinet de François Patriat, alors secrétaire d’État au Ministère des PME, du commerce, de l’artisanat et de la consommation, et plus tard ministre de l'Agriculture.
Il est conseiller à la cour d'appel de Lyon de 2002 à 2004, puis directeur général des services du conseil régional de Bourgogne de 2004 à 2009. En 2009, il entre à la direction du groupe Saur, spécialiste français de l'environnement.

### Carrière politique

#### 2017 à 2022
Candidat de La République en marche ! aux élections législatives de 2017 dans la 5e circonscription de la Côte-d'Or, Didier Paris est élu au second tour avec 53,77 % des voix face à son adversaire LR Hubert Poullot.
Vice-président de la commission des Lois, il est rapporteur du projet de loi prorogeant l’état d’urgence du 15 juillet au 1er novembre 2017. Il est également l'un des instigateurs de la loi renforçant la sécurité intérieure et la lutte contre le terrorisme, adoptée en octobre 2017.
Il est co-rapporteur, avec Laetitia Avia, du projet de loi de programmation 2018-2022 et de réforme pour la justice : il est notamment l’auteur du volet procédure pénale et a participé à l’audition de Nicole Belloubet, ministre de la Justice, garde des Sceaux, et à la discussion générale sur le Projet de Loi Justice.
Didier Paris est rapporteur de la loi du 7 novembre 2018 relative à l'accueil des gens du voyage et à la lutte contre les installations illicites.
Didier Paris est membre de l’Assemblée Parlementaire de l’Organisation pour la sécurité et la coopération en Europe au sein de la délégation française, commune aux deux assemblées, comprenant 13 membres, soit 8 députés et 5 sénateurs .
En juillet 2019, à l'occasion de la remise en jeu des postes au sein de la majorité, Didier Paris se porte candidat à la présidence de la commission des Lois.
Depuis 2019, il est porte-parole du groupe LREM à l'Assemblée.
Il est rapporteur de la commission d'enquête sur « les obstacles à l'indépendance du pouvoir judiciaire », créée en janvier 2020. Le rapport issu de ses travaux est adopté à l’unanimité en septembre 2020. En tant que rapporteur, Didier Paris retient dans ses conclusions 41 mesures visant à améliorer le fonctionnement de la justice au travers de trois grands principes : le renforcement des garanties de l’indépendance de la justice, la mise à disposition pour l’autorité judiciaire de moyens adaptés pour son fonctionnement, et l’approfondissement de la transparence de la justice. Le président de la commission Ugo Bernalicis (La France insoumise) suggère quant à lui 63 mesures. Selon La Chaîne parlementaire, alors qu'Ugo Bernalicis « aurait souhaité mettre fin aux remontées d'informations judiciaires à destination du pouvoir exécutif dans les dossiers individuels (à l’exception de celles qui appellent une intervention directe de l'Exécutif, comme dans le cas de catastrophes ou d’attaques terroristes) », « Didier Paris s'est prononcé pour un renforcement du cadre légal de ces remontées d’informations ».
En 2020, il est rapporteur du projet de loi prolongeant les mesures de la loi renforçant la sécurité intérieure et la lutte contre le terrorisme de 2017 ; à son initiative, le terme des mesures est ramené du 31 décembre 2021 au 31 juillet 2021 afin de permettre au Parlement de se saisir plus tôt d’un réexamen complet,. En tant que rapporteur, il émet un avis défavorable au texte déposé par le groupe La France insoumise, visant à charger le gouvernement de remettre dans les trois mois après promulgation de la loi, un rapport « faisant le bilan des dommages et des réparations induits par le recours inapproprié ou excessif aux mesures prises dans le cadre de l’état d’urgence depuis le 14 novembre 2015 » : Didier Paris rétorque que « c’est au Parlement de mener ses propres modalités de contrôle », et non au gouvernement.
En 2020 également, il est rapporteur du projet de loi « relatif à la prorogation des chapitres VI à X du titre II du livre II et de l’article L. 851-3 du code de la sécurité intérieure », qui vient, selon Next INpact, « proroger d’une année le terme de l’expérimentation des boîtes noires introduites avec la loi Renseignement de 2015 ».
D'abord chef de file LREM pour les élections régionales de 2021 en Bourgogne-Franche-Comté, il est ensuite directeur de campagne de Denis Thuriot, tête de liste de la majorité présidentielle, et devient tête de liste en Côte-d'Or. Il est élu au conseil régional.

#### Depuis 2022
En juin 2022, il est réélu député avec trois mille voix d'avance, face à René Lioret (RN), en réunissant 54,24 % des suffrages.
Coprésident de l’Association nationale des élus de la vigne et du vin (ANEV), qui défend les intérêts de la filière, la Haute-Autorité pour la transparence de la vie politique a fait observer qu'il n’avait pas déclaré ces fonctions bénévoles s'apparentant à des activités de lobbying.
Il perd son siège lors des élections législatives anticipées de 2024, en recueillant au second tour 49,96 % des voix face au candidat RN René Lioret.
Le 24 décembre 2024, il est nommé par la présidente de l'Assemblée nationale membre du Conseil supérieure de la magistrature en remplacement de Loïc Cadiet, démissionnaire.